# Melittia bergii
Melittia bergii is een vlinder uit de familie wespvlinders (Sesiidae), onderfamilie Sesiinae.
Melittia bergii is voor het eerst wetenschappelijk beschreven door Edwards in 1883. De soort komt voor in het Neotropisch gebied.